# Гуссенс, Леон
Леон Гуссенс (англ. Léon Goossens; 12 июня 1897 — 13 февраля 1988) — британский гобоист фламандского происхождения, сын Эжена Гооссенса, брат Юджина Гуссенса.
Окончил Королевский колледж музыки. С 15-летнего возраста играл в оркестре под руководством Генри Вуда, в 1932 г. занял место первого гобоя в новосозданном Лондонском филармоническом оркестре. Одновременно широко выступал как солист. Для Гуссенса написан ряд заметных произведений гобойного репертуара — в частности, концерт для гобоя с оркестром Ральфа Воан-Уильямса, квартет-фантазия для гобоя и струнных Бенджамина Бриттена и концерт старшего брата Гуссенса Юджина, а также квинтеты для гобоя и струнных Арнольда Бакса и Артура Блисса. В 1962 г. сильно повредил лицо и челюсти в автокатастрофе, но за четыре года освоил новую технику звукоизвлечения и вернулся к концертной деятельности.
В 1924—1939 гг. преподавал в Королевском колледже музыки; среди его учеников, в частности, Эвелин Барбиролли.